# Arturo Ferrario
Arturo Ferrario (Milán, 24 de junio de 1891 - Bérgamo, 12 de septiembre de 1961) fue un ciclista italiano que fue profesional entre 1913 y 1927. Cómo tantos otros ciclistas del momento vio interrumpida su progresión por culpa de la Primera Guerra Mundial.
En su palmarés destacan dos victorias de etapa al Giro de Italia de 1924.

## Palmarés
- 1919
  - 1º en el Giro dell'Umbria y vencedor de una etapa
- 1924
  - Vencedor de 2 etapas al Giro de Italia

### Resultados al Giro de Italia
- 1923. 33º de la clasificación general
- 1924. 16º de la clasificación general. Vencedor de 2 etapas
- 1926. Abandona